# Elite Model Brasil
A Elite Model chegou ao Brasil em 1988. Possui a sede em São Paulo e duas filiais: uma no Rio de Janeiro e a outra em Porto Alegre. A agência conta com cerca de 50 escritórios credenciados espalhados por todo o país, somando um casting de mais de 300 modelos, a maioria deles com atividade na Europa, Estados Unidos e Japão, onde a agência conta com 47 filiais. 
Entre seus clientes estão todas as principais revistas e produtoras de moda do país, emissoras de televisão e agências de publicidade do Brasil. A agência disponibiliza para os seus modelos aulas de língua estrangeira, teatro, e passarela, além de assistência médico-psicológica.